# Yoshikawa William
William Yoshikawa (sinh ngày 22 tháng 7 năm 1990) là một cầu thủ bóng đá người Nhật Bản.

## Sự nghiệp câu lạc bộ
William Yoshikawa đã từng chơi cho Roasso Kumamoto.